# Sybil Thorndike
Dame Sybil Thorndike (Gainsborough, 24 ottobre 1882 – Londra, 9 giugno 1976) è stata un'attrice britannica.

## Biografia
Entrata molto giovane nel mondo dell'arte, compì un duro tirocinio. Attiva a Manchester, nella compagnia della Horniman, vi conobbe Lewis Casson, il futuro celebre regista, che sposò nel 1909. Da lui ebbe quattro figli: John (1909-1999), Christopher (1912-1996), Mary (1914-2009) ed Ann (1915-1990).
Prima in una lunga tournée negli USA, poi a Manchester, interpretò in 10 anni più di 100 diverse parti, facendosi notare nei ruoli drammatici. Nel 1914 fu chiamata a far parte della compagnia dell'Old Vic, per la quale interpretò le più grandi eroine di Shakespeare, raggiungendo il suo massimo successo in Lady Macbeth. 
Considerata la più grande interprete tragica e shakespeariana dei suoi tempi, partecipò anche a numerosi film, spesso in parti di carattere, interpretate con arguta nobiltà, come nella commedia Il principe e la ballerina (1957).

## Filmografia parziale

### Cinema
- Esmeralda, regia di Edwin J. Collins (1922)
- Dawn, regia di Herbert Wilcox (1928)
- A Gentleman of Paris, regia di Sinclair Hill (1931)
- Il maggiore Barbara (Major Barbara), regia di Gabriel Pascal, Harold French (1941)
- I misteri di Londra (The Life and Adventures of Nicholas Nickleby), regia di Alberto Cavalcanti (1947)
- La strada proibita (Britannia Mews), regia di Jean Negulesco (1949)
- Paura in palcoscenico (Stage Fright), regia di Alfred Hitchcock (1950)
- La volpe (Gone to Earth), regia di Michael Powell ed Emeric Pressburger (1950)
- Stupenda conquista (The Magic Box), regia di John Boulting (1951)
- Sulle ali del sogno (Melba), regia di Lewis Milestone (1953)
- Penitenziario braccio femminile (The Weak and the Wicked), regia di J. Lee Thompson (1954)
- Il principe e la ballerina (The Prince and the Showgirl), regia di Laurence Olivier (1957)
- Il fronte della violenza (Shake Hands with the Devil), regia di Michael Anderson (1959)
- Il grosso rischio (The Big Gamble), regia di Richard Fleischer, Elmo Williams (1961)

### Televisione
- Douglas Fairbanks, Jr., Presents - serie TV, episodio 3x01 (1954)

## Doppiatrici italiane
- Lola Braccini in Il principe e la ballerina
- Franca Dominici nei ridoppiaggi di Paura in palcoscenico e La volpe